# Molandier
Molandier là một xã của Pháp, nằm ở tỉnh Aude trong vùng Occitanie.
Người dân địa phương trong tiếng Pháp gọi là Molandierais.

## Hành chính
| Danh sách các xã trưởng                |           |                    |      |         |
| Giai đoạn                              | Giai đoạn | Tên                | Đảng | Tư cách |
| tháng 3 năm 2001                       | 2014      | Jean-Claude Lautre |      |         |
| Tất cả các dữ liệu trước đây không rõ. |           |                    |      |         |

## Thông tin nhân khẩu
| Năm | 1962 | 1968 | 1975 | 1982 | 1990 | 1999 |
| --- | ---- | ---- | ---- | ---- | ---- | ---- |
| Dân số | 359  | 345  | 263  | 256  | 218  | 213  |
| From the year 1968 on: No double counting—residents of multiple communes (e.g. students and military personnel) are counted only once. |      |      |      |      |      |      |

L'église de Molandier, dont l'origine remonte au Bản mẫu:XIVe siècle, présente un clocher-mur du Bản mẫu:XVIIIe siècle modifié au Bản mẫu:XIXe et inscrit aux Monuments Historiques à la date du 29 novembre 1948.